# Dolmativka, Hola Prîstan
Dolmativka (în ucraineană Долматівка) este o comună în raionul Hola Prîstan, regiunea Herson, Ucraina, formată numai din satul de reședință.

## Demografie
Componența lingvistică a comunei Dolmativka
     Ucraineană (92,23%)
     Rusă (7,12%)
     Alte limbi (0,36%)
Conform recensământului din 2001, majoritatea populației comunei Dolmativka era vorbitoare de ucraineană (92,23%), existând în minoritate și vorbitori de rusă (7,12%).